# Matt Tennyson
Matthew Thomas „Matt“ Tennyson (* 23. April 1990 in Minneapolis, Minnesota) ist ein US-amerikanischer Eishockeyspieler, der zuletzt bis zum Ende der Saison 2023/24 beim HC Lugano aus der Schweizer National League unter Vertrag gestanden und dort auf der Position des Verteidigers gespielt hat. Zuvor war Tennyson unter anderem für die San Jose Sharks, Carolina Hurricanes, Buffalo Sabres, New Jersey Devils und Nashville Predators in der National Hockey League (NHL) aktiv.

## Karriere

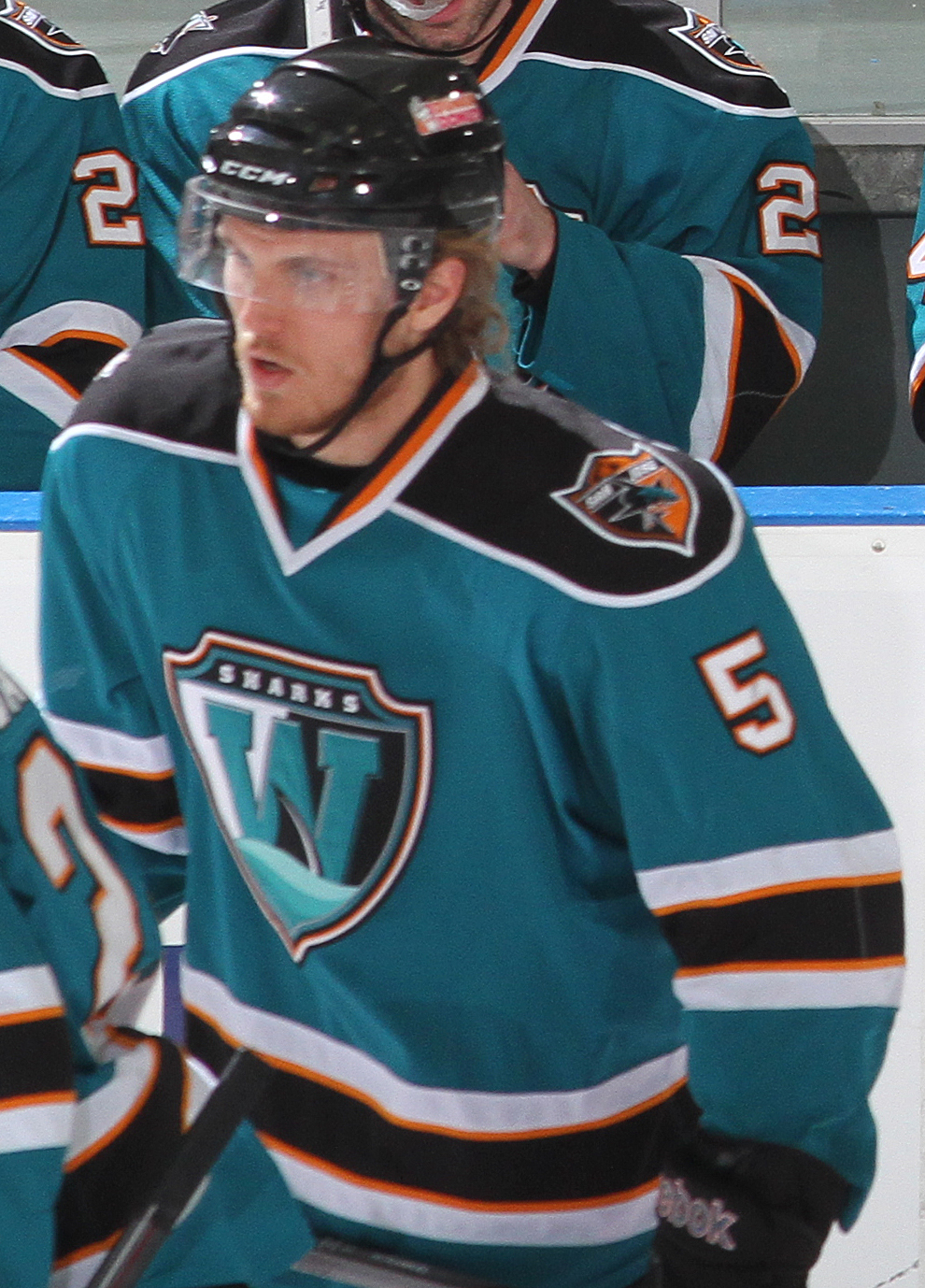
Tennyson im Trikot der Worcester Sharks (2014)

Tennyson begann seine Karriere in der Saison 2007/08 bei den Texas Tornados in der Juniorenliga North American Hockey League (NAHL), ehe er in der folgenden Spielzeit für die Cedar Rapids Roughriders in der United States Hockey League (USHL) auflief. Zwischen 2009 und 2012 stand er für die Universitätsmannschaft der Western Michigan University in der National Collegiate Hockey Conference (NCHC), welche in den Spielbetrieb der National Collegiate Athletic Association (NCAA) eingegliedert ist, auf dem Eis und konnte dort seine Offensivstatistiken jährlich steigern.
März 2012 erhielt er daraufhin einen Vertrag von den San Jose Sharks aus der National Hockey League (NHL), wurde jedoch in der Saison 2012/13 größtenteils bei deren Farmteam Worcester Sharks in der American Hockey League (AHL) eingesetzt und bestritt nur vier Parten in der höchsten Spielklasse Nordamerikas. Im folgenden Jahr spielte er ausschließlich in der AHL, konnte sich jedoch ab der Spielzeit 2014/15 häufiger empfehlen, sodass er 27 Partien für San Jose in der NHL absolvierte und seit der Saison 2015/16 fester Bestandteil des Kaders ist.
Nach der Saison 2015/16 erhielt Tennyson allerdings keinen neuen Vertrag in San Jose und schloss sich daher im Juli 2016 als Free Agent den Carolina Hurricanes an. In gleicher Weise wechselte er im Juli 2017 zu den Buffalo Sabres, im Juli 2019 zu den New Jersey Devils sowie im Juli 2021 zu den Nashville Predators. Nachdem er dort im Saisonverlauf hauptsächlich beim Farmteam Milwaukee Admirals in der AHL zum Einsatz gekommen war, wurde sein Vertrag über die Saison 2021/22 hinaus nicht verlängert. Er schloss sich daher Anfang September für eine Spielzeit den Coachella Valley Firebirds aus der AHL an. Anschließend blieb der US-Amerikaner von Sommer 2023 bis Mitte Februar 2024 ohne Arbeitgeber, ehe sich der HC Lugano aus der Schweizer National League seine Dienste bis zum Saisonende sicherte.

### International
Im Rahmen der Weltmeisterschaft 2021 gab Tennyson sein Debüt für die Nationalmannschaft der USA und gewann dort mit ihr die Bronzemedaille. In zehn Spielen sammelte der Verteidiger dabei vier Scorerpunkte, darunter zwei Tore.

## Erfolge und Auszeichnungen
- 2012 Mason-Cup-Gewinn mit der Western Michigan University
- 2012 CCHA Second All-Star Team
- 2021 Bronzemedaille bei der Weltmeisterschaft

## Karrierestatistik
Stand: Ende der Saison 2023/24

### International
Vertrat die USA bei:
- Weltmeisterschaft 2021

(Legende zur Spielerstatistik: Sp oder GP = absolvierte Spiele; T oder G = erzielte Tore; V oder A = erzielte Assists; Pkt oder Pts = erzielte Scorerpunkte; SM oder PIM = erhaltene Strafminuten; +/− = Plus/Minus-Bilanz; PP = erzielte Überzahltore; SH = erzielte Unterzahltore; GW = erzielte Siegtore; 1 Play-downs/Relegation; Kursiv: Statistik nicht vollständig)